# Behutsame Stadterneuerung

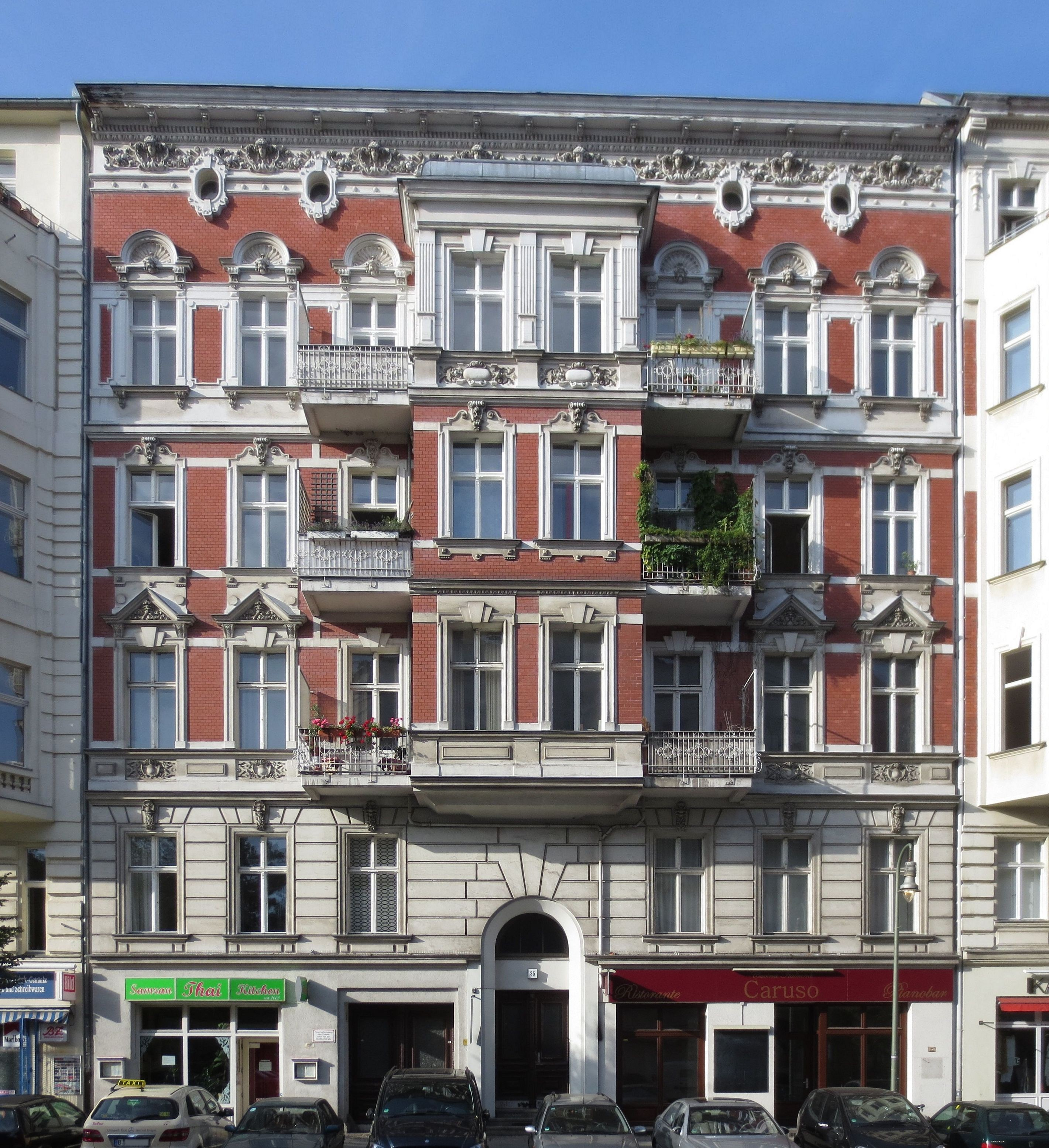
Durch Besetzung vor Abriss bewahrtes Haus Winterfeldtstraße 35 in Berlin-Schöneberg

Das stadtplanerische Konzept der Behutsamen Stadterneuerung geht auf die Initiative des Architekten Hardt-Waltherr Hämer zurück. Es wurde in den Anfängen im Fachbereich Architektur an der Berliner Hochschule der Künste Ende der 1960er Jahre in Opposition zur praktizierten Flächensanierung entworfen. Während diese faktisch an der Wende der 1970er in die 1980er Jahre durch die Hausbesetzungen gestoppt wurde, war die Behutsame Stadterneuerung in den Planungen und Aktivitäten zur Internationalen Bauausstellung 1984/87 (IBA) als rechtsfähiges Stadtsanierungskonzept ausgearbeitet worden, das 1983 vom Berliner Abgeordnetenhaus angenommen wurde. Damit war der Weg zur großflächigen Sanierung der Altstadtviertel geebnet und auch besetzte Häuser konnten legalisiert werden.
Die Behutsame Stadterneuerung hatte sich in West-Berlin und der Bundesrepublik Deutschland bis 1988 allgemein durchgesetzt und konnte nach der Wiedervereinigung ab 1990 auch in den Altbauquartieren Ostberlins und schließlich in allen größeren Stadtgebieten der neuen Bundesländer grundsätzlich angewandt werden.

## Hintergrund und Vorgeschichte

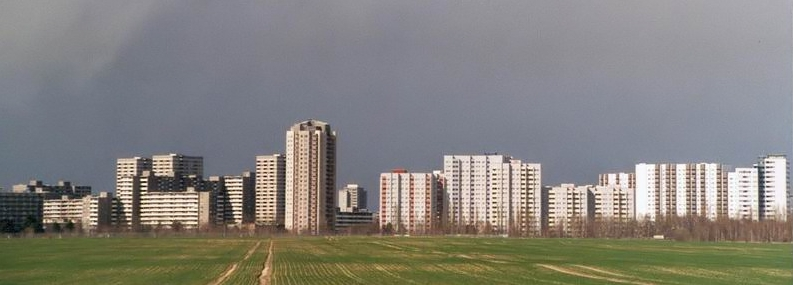
Großwohnsiedlung Berlin-Gropiusstadt

Als Folge der weitläufigen Kriegszerstörungen im Zweiten Weltkrieg war die Reparatur des Altbaubestandes neben der Wiederherstellung des Verkehrsnetzes das dringlichste Problem der neuen deutschen Verwaltungen.
Ab den 1950er Jahren kam es allgemein in den Stadtkernen zu einzelnen Neubauprojekten und in den 1960er Jahren zu zahlreichen „modernen“ Großwohnsiedlungen in den Außenbereichen der Städte.
Hier drückten jedoch bald die Kosten für die ‚auf der grünen Wiese‘ ebenfalls neu zu errichtende Infrastruktur auf die Renditen und als Lösung erschien der großflächige Abriss alter Stadtquartiere, da dort Verkehrswege und Versorgungssysteme schon vorhanden waren – ein Vorgehen, das von der Bauindustrie in Berlin im Zusammenhang mit dem SPD-Senat Klaus Schütz („Berliner Filz“) forciert wurde.

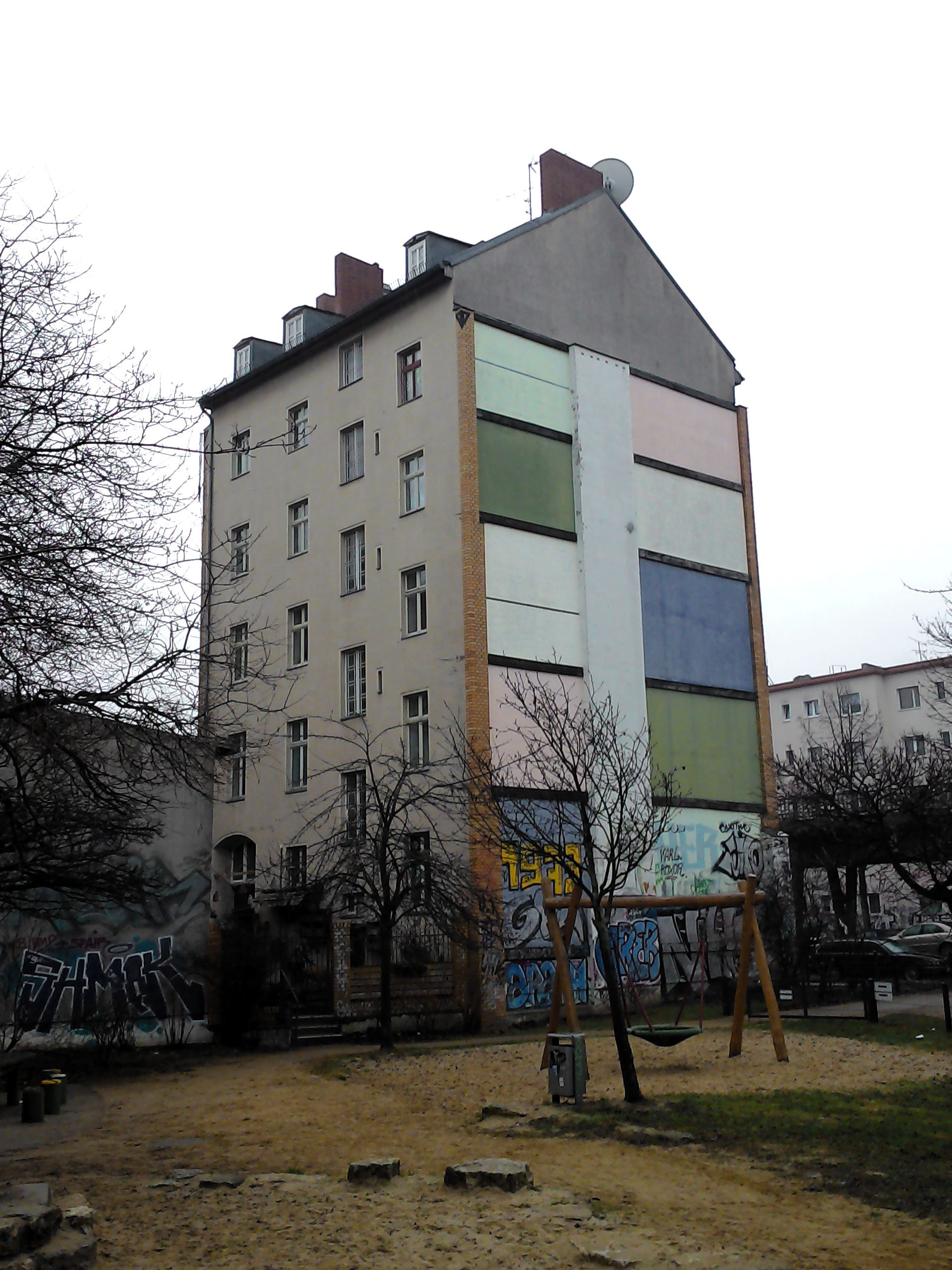
Durch die Abriss-Verweigerung eines Privatbesitzers erhaltenes Haus im Block 104 an der Skalitzer Straße

Gegen diese Vernichtung der Altbausubstanz zugunsten von Neubauten und auch eines Autobahnringes um die Innenstadt formierte sich ab Mitte der 1970er Jahre in Berlin allmählich Widerstand in der Bevölkerung und teils auch in gesellschaftlichen Institutionen, in Behörden, Parteien und auch in Fachkreisen. Da die „Kahlschlagsanierung“ rechtlich und im demokratischen Dialog offensichtlich nicht zu stoppen war, radikalisierten sich Anfang der 1980er Jahre in der Bevölkerung Teile insbesondere der Jugend und begannen im großen Maßstab mit Hausbesetzungen.
Gleichsam parallel musste es jedoch gelingen, ein stadtplanerisches Konzept zu entwickeln, das die Methodik der Flächensanierung rechtlich aushebeln und die These, dass die Erstellung von Neubau kostengünstiger wäre als der Erhalt von Altsubstanz, widerlegen konnte.
Differenziert zum Hintergrund siehe: Etappen der Stadterneuerung in Berlin
Zum Zentrum der Entwicklungen wurde West-Berlin.

## Entstehung des Alternativkonzeptes
Hardt-Waltherr Hämer sah schon früh in der ab 1964 zum ‚Masterplan‘ erhobenen Flächensanierung, für die anfangs ganze Häuserblöcke gesprengt und abgeräumt wurden, als ein brachiales, für städtisches Leben verheerendes System an. Von ihm stammt der Begriff „Kahlschlagsanierung“. Die Bezeichnung „behutsam“ habe er in der Vordiskussion zur IBA geprägt – gedacht als eine Art ‚Stolperstein‘, und das Wort habe sich durchgesetzt in „Behutsame Stadterneuerung“ als ein Begriff, den jeder sofort versteht und der dennoch als sehr komplex empfunden wird.
Am 2. Juni 1967 war Hämer auf die Professur für Entwerfen an die HfBK Berlin (heute Universität der Künste Berlin) berufen worden, die er bis 1987 innehatte.
„Ende der sechziger Jahre lehrten Julius Posener, Hardt-Waltherr Hämer und Thomas Sieverts an der Hochschule für die bildenden Künste (HfbK), der heutigen UDK. Sie vermittelten den Studierenden ein neues Verständnis von Städtebau, das sich auf die Bezugnahme von Stadtgeschichte, die Maßstäblichkeit der Architektur und der städtischen Räume sowie das wahrnehmungsorientierte Lesen der Stadt auszeichnet.“
„In Berlin begann er seine Arbeit als Professor an der Hochschule der Künste auf dem Höhepunkt der Studentenrevolte und stellte sich quer gegen die Pläne des Senats, die historische Substanz der Innenstadt bis nach Wedding wegzuplanieren und Autobahnschneisen kreuz und quer durch Kreuzberg zu schlagen. Als einer der ersten begriff er die politische Dimension von Stadtplanung und Architektur als einheitlichem Konzept und stellte sich auf die Seite der Bewohner, die vorher niemand einbezogen hatte.“

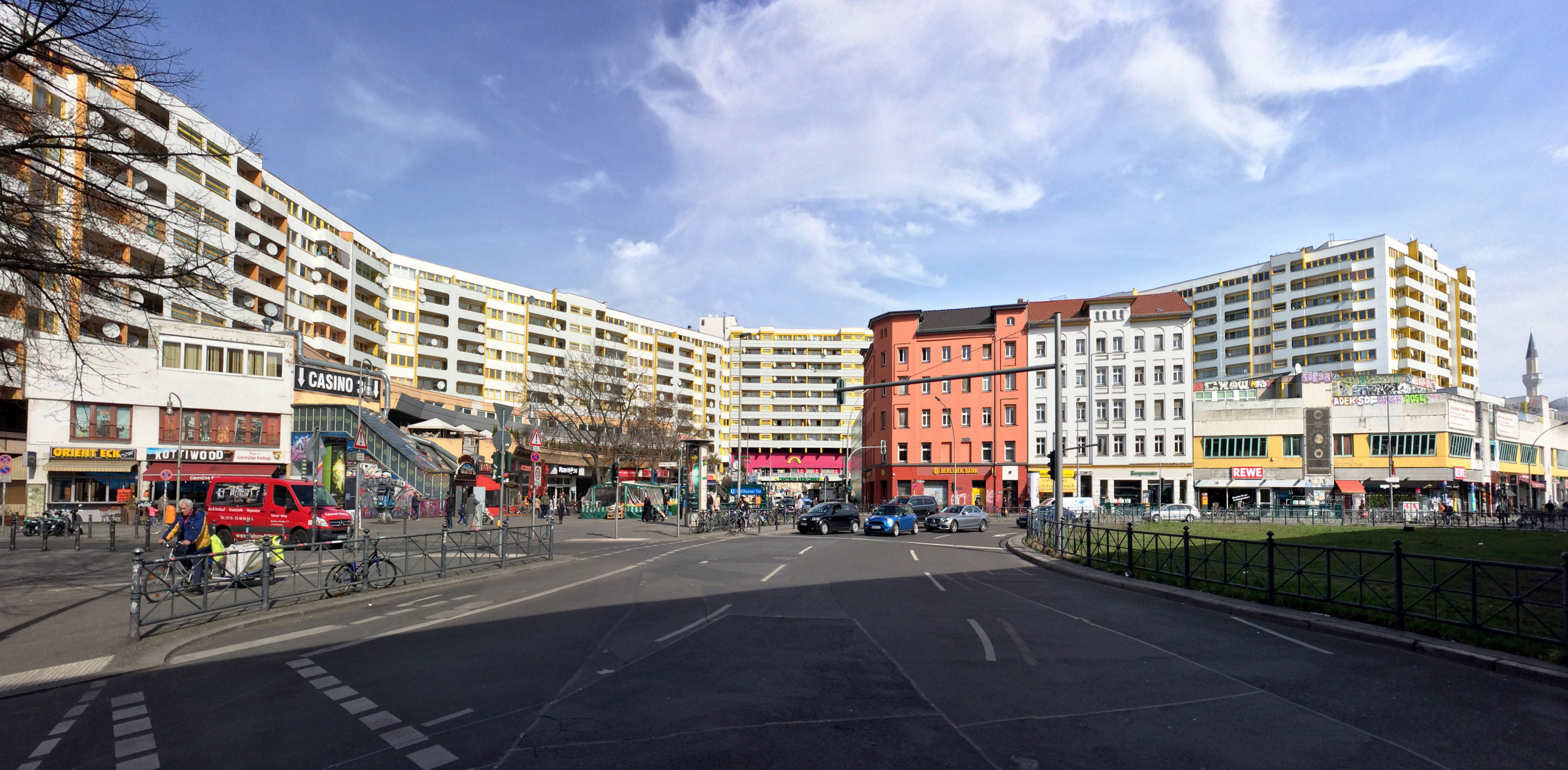
„Neues Kreuzberger Zentrum“ (NKZ) 2017

Das Geschehen wurde jedoch noch von anderer Seite diktiert: „Die Verfechter der Kahlschlag-Moderne hatten sich mit dem ‚Neuen Kreuzberger Zentrum‘ am Kottbusser Tor [1974] noch einmal ein fatales Denkmal gesetzt, in Neukölln war das nicht minder brachiale Rollberg-Viertel entstanden.“
Den Durchbruch auf dem Weg zur Realisierung des neuen Konzeptes konnten die Erneuerer 1974 nach einer als großzügig gedachten Geste des Senats auf den Weg bringen. Die ‚behutsamen Sanierer‘ durften sich in der Praxis beweisen: Erwartet wurde dabei das Scheitern der Idee, ‚behutsam‘ = kostengünstiger zu sanieren:
Pilotprojekte

Doch war Hämer nicht unerfahren, denn bereits 1968 konnte er im Wedding (Putbusser Straße), ohne hier eine Programmatik vorzustellen, im Rahmen eines universitären Projektes tätig werden. Er konnte Altbausanierung mit Studenten und Handwerkern erproben und in sensibilisierten Kreisen Anerkennung erhalten. Danach konnte er 1969 stadtpolitisch-offiziell eine umfangreiche Maßnahme durchsetzen:

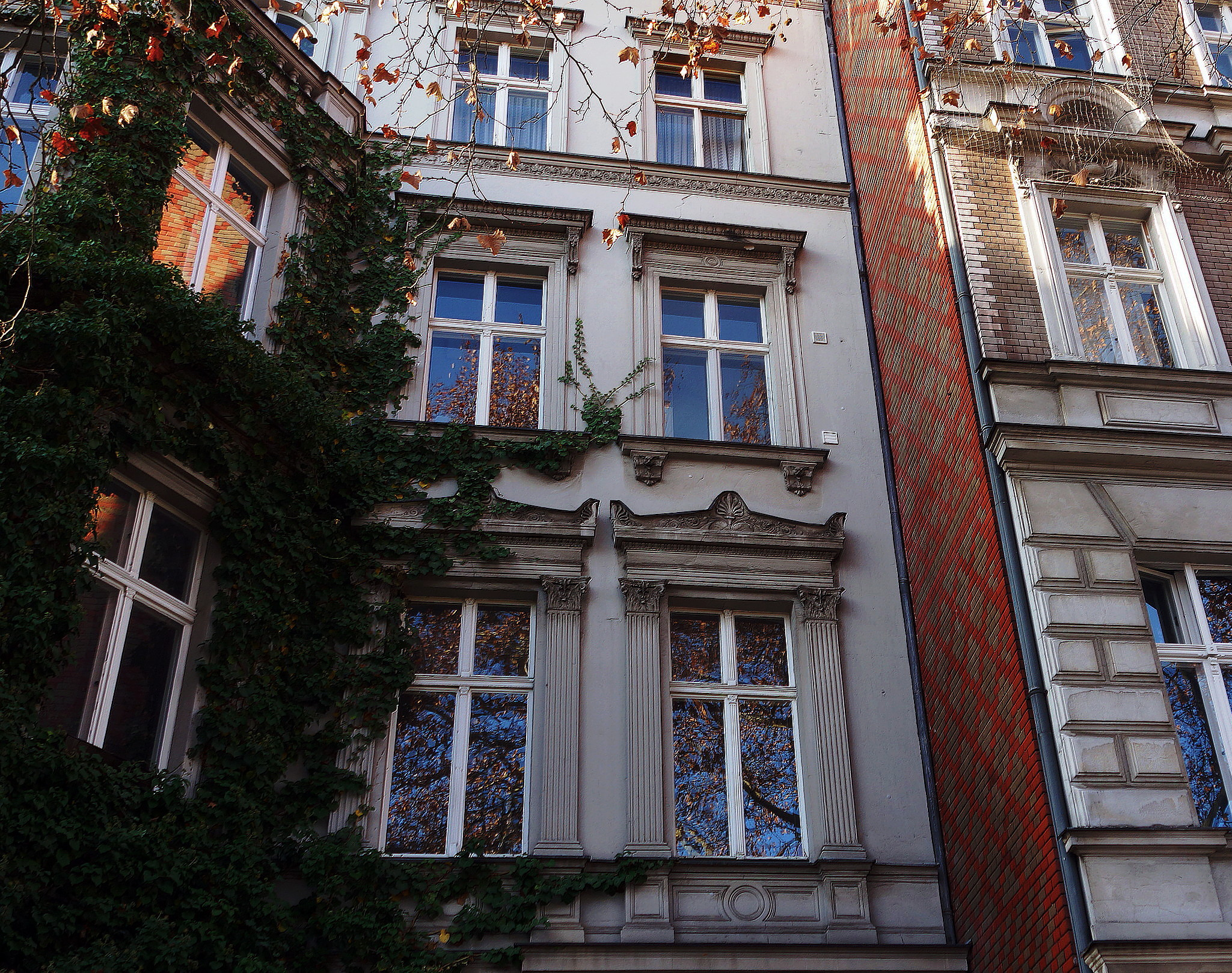
Klausenerplatz, Beispielsprojekt zur behutsamen Stadterneuerung 1974

„Hämer gelang es um 1974, den derart heruntergekommenen Klausenerplatz in Charlottenburg vor dem Komplettabriss zu bewahren und für ein Drittel der Neubaukosten zu reparieren, ein fast revolutionäres Exempel, das ihm 1979 folgerichtig die Position als Leiter des Altbau-Teils der Internationalen Bauausstellung 1984 einbrachte. Diese IBA nutzte er als Schaufenster seiner Ideen, warf den ursprünglichen Planungsprozess um und ließ unzählige Bewohner nach ihren Vorstellungen fragen. Das Modell funktionierte, die Sanierung ging zügig voran, ohne dass die Mieten unmäßig stiegen.“
Bestätigt auch durch eine Stellungnahme im Auftrag einer späteren Senatsverwaltung:

„Eine wirkliche Wende der Sanierungspolitik signalisierte schließlich die harte gesellschaftliche Auseinandersetzung um den Block 118 im Sanierungsgebiet Charlottenburg Klausener Platz. Ihr Ergebnis war, dass zum ersten Mal in West-Berlin ein erheblicher Teil der Bebauung innerhalb eines Baublocks nicht abgerissen wurde. Dieses von Hardt-Waltherr Hämer verantwortete Konzept ist im Rahmen erheblicher sozialer Konflikte gegen die offizielle Senatspolitik und gegen den Sanierungsträger, die gemeinnützige Wohnungsbaugesellschaft „Neue Heimat“, durchgesetzt worden. Der Block 118 wurde im Europäischen Denkmalschutzjahr 1975 vorgeführt, das auch für die Bundesrepublik Deutschland und West-Berlin einen Wendepunkt im Städtebau markierte.“

„Auf einem 1976 veranstalteten Symposium anlässlich der Denkmalschutzkampagne brachte der Generalsekretär des Europarates, Georg Kahn-Ackermann, die neue Sichtweise auf ähnliche Weise wie Hämer zum Ausdruck.“
Doch noch im Frühjahr 1976, in der Zeit des Symposiums, war die Gesamtbilanz eine des Abrisses: „Etwa 18.000 nach Kahlschlag neu gebauten Wohnungen stehen nur ca. 400 modernisierte gegenüber.“
Und die Maschinerie der Flächensanierer arbeitete sich derweil vom Kottbusser Tor aus in Richtung Görlitzer Bahnhof vor.
1977 gründete er [Hämer, an der HfbK] den Forschungsschwerpunkt Stadterneuerung, dem wesentlicher Einfluss auf die Sanierungspraxis in Berlin zu verdanken ist. Von ihm gingen auch wichtige Impulse unter anderem auf die Internationale Bauausstellung Berlin (IBA) 1984/87 aus.

### Diskussion
„Zuallererst wurden gravierende soziale und wirtschaftliche Argumente gegen die Kahlschlagsanierung ins Feld geführt, etwa von Heide Becker und Jochen Schulz zur Wiesch. Der Umgang mit dem Kleingewerbe wie mit den Mietern im Rahmen der Kahlschlagsanierung sei weder wirtschaftlich – durch die Vernichtung von Gewerbetrieben – noch sozial – durch die Zerstörung sozialer Strukturen – vertretbar. Hardt-Waltherr Hämer verwies darauf, dass über die Modernisierung von Altbauten überhaupt erst ernsthaft diskutiert wurde, nachdem er 1975 in einer Studie dargestellt hatte, dass die Erneuerung auch aus finanziellen Gründen der Kahlschlagsanierung vorzuziehen sei.“
Es bildeten sich verschiedene Initiativgruppen und Projektentwürfe – zum Beispiel die Strategien für Kreuzberg:
Erste Ideen für eine behutsame Erneuerung Kreuzbergs entstanden durch zivilgesellschaftliches und kirchliches Engagement: „1977 hatte der West-Berliner Bausenator Harry Ristock auf Initiative des „Arbeiterpfarrers“ Klaus Duntze einen Bürgerwettbewerb ausgeschrieben, um Ideen für Kreuzberg zu sammeln. Über 100 Vorschläge wurden eingereicht, die neue gesellschaftliche Ideen thematisierten, etwa Schülerläden, Selbsthilfeprojekte sowie neue Lebens- und Arbeitsmodelle, aber auch in Bezug auf Formen der Aktivierung und Planungsbeteiligung der Betroffenen neue Standards setzten. Pfarrer Duntze hatte die Veränderungen der Bevölkerungsstrukturen im Gebiet analysiert und festgestellt, dass drei unterschiedliche Bewohnergruppen in SO 36 leben: die Alteingesessenen, die sozial Benachteiligten und neu hinzuziehende „Außenseiter“. In diese dritte Gruppe setze er die größte Hoffnung: junge Leute und Studenten, oft Neuberliner, die die „Nische“ Kreuzberg als Experimentierfeld für die Erprobung neuer Lebensformen entdeckt hatten. Sie hatten eine Subkultur aus Wohngemeinschaften, politischen Initiativen, „alternativer Ökonomie“, Frauengruppen, Selbsthilfeeinrichtungen und Kinderläden aufgebaut, die vom kollektiven Engagement für das Gemeinwohl geprägt war und bei der Entwicklung von Initiativen für die behutsame Erneuerung Kreuzbergs eine tragende Rolle spielen konnten.“
Ab 1978 war deutlich zu erkennen, dass die diskutierende ‚Ablehnungsfront‘ der Altstadtzerstörung nicht nur Fachleute und weite Kreise in der Politik und in den Institutionen, letztlich nicht nur die „gebildeten Schichten“, sondern auch die ‚einfache‘ Bevölkerung erreichte – doch offensichtlich änderte sich nichts im Fortgang des Abrisses.
Politik und Wirtschaft in der Stadt war es nicht gelungen, aus den Diskussionen und daraus hervorgehenden Vorschlägen Konsequenzen zu ziehen; auch nicht auf die zunehmenden Proteste mit faktischen Änderungen zu reagieren. Und angesichts dem Fortgang der Zerstörungen setzte sich die Auffassung durch, dass mit Appellen und der Suche nach einem ernsthaften Dialog nichts zu erreichen sei.
Und als in Kreuzberg 1979 erste Wohnungen in teilentmieteten Häusern ‚wiederbesetzt‘ wurden – am Gelände des ehemaligen Görlitzer Bahnhofs, und einige Gebäude in Bezirk Berlin SO 36 ‚instandbesetzt‘ wurden, beeindruckte die Welle des Zuspruchs und die Unterstützung ‚im Kiez‘.
Doch weiterhin erhielt sich der Eindruck, dass zwar Diskussionen geführt und Vorschläge bedacht und behandelt werden sollten, dass aber auf der tatsächlichen Entscheiderebene – Stadtregierung und Senat – nichts geschah, das die Flächensanierung dort, wo sie genehmigt war, auch nur einschränkte. Dies zeigte sich im unverminderten Fortgang der Abrisse in Kreuzberg, Schöneberg und Neukölln und auch an verblüffenden Maßnahmen wie der Freigabe entmieteter Blöcke für Häuserkampfübungen der US-Army.

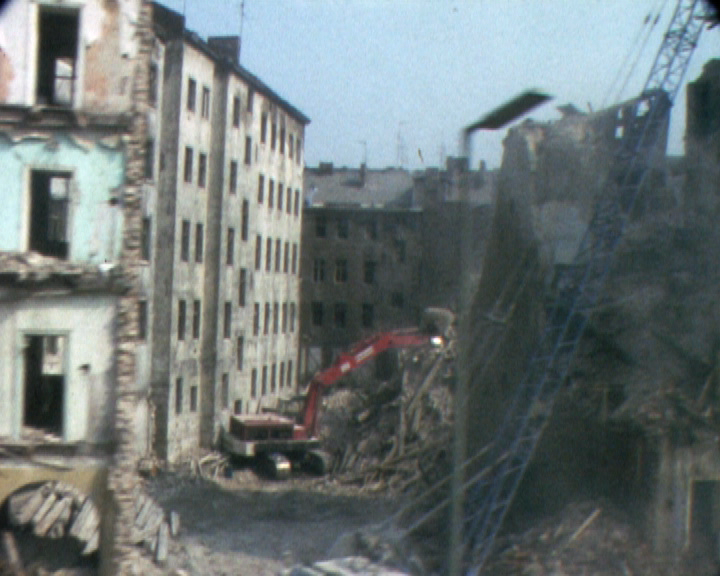
Abriss von Block 104 in Kreuzberg 1980

Fast das ganze Jahr 1980 bewegte sich der Senat nicht – lediglich der Block 104 in Kreuzberg wurde systematisch niedergerissen, ebenso das Viertel südlich des Kottbusser Tors zum Fränkelufer hin. Dort wurden im Dezember Häuser besetzt, die am „12.12.“ 1980 geräumt wurden. Darauf kam es abends und die ganze Nacht hindurch spontan zu Straßenkämpfen, die immer mehr Zulauf erhielten und sich rings um das Kottbusser Tor ausbreiteten. Der „12.12.“ wurde zur Legende um den Ursprung der Hausbesetzerbewegung in West-Berlin.

## Der Kampf um die Häuser
Im Nachhinein wurde deutlich, dass der faktische Stopp der „Abrissmaschinerie“ durch die Hausbesetzungen erfolgte. So war durch die Besetzung des Eckhauses Oranienstraße 198 am Heinrichplatz der Abrissvorgang im Block 104 gelähmt und heute sind alle zu diesem Zeitpunkt zwar demolierten, aber noch stehenden Gebäude erhalten. Seit diesem Zeitpunkt – dem 10. Oktober 1980 – wurden keine Vorderhaus-Reihen mehr beseitigt, allenfalls Einzelgebäude und, allgemein akzeptiert, stark marodierte Nebengebäude in Hinterhöfen.

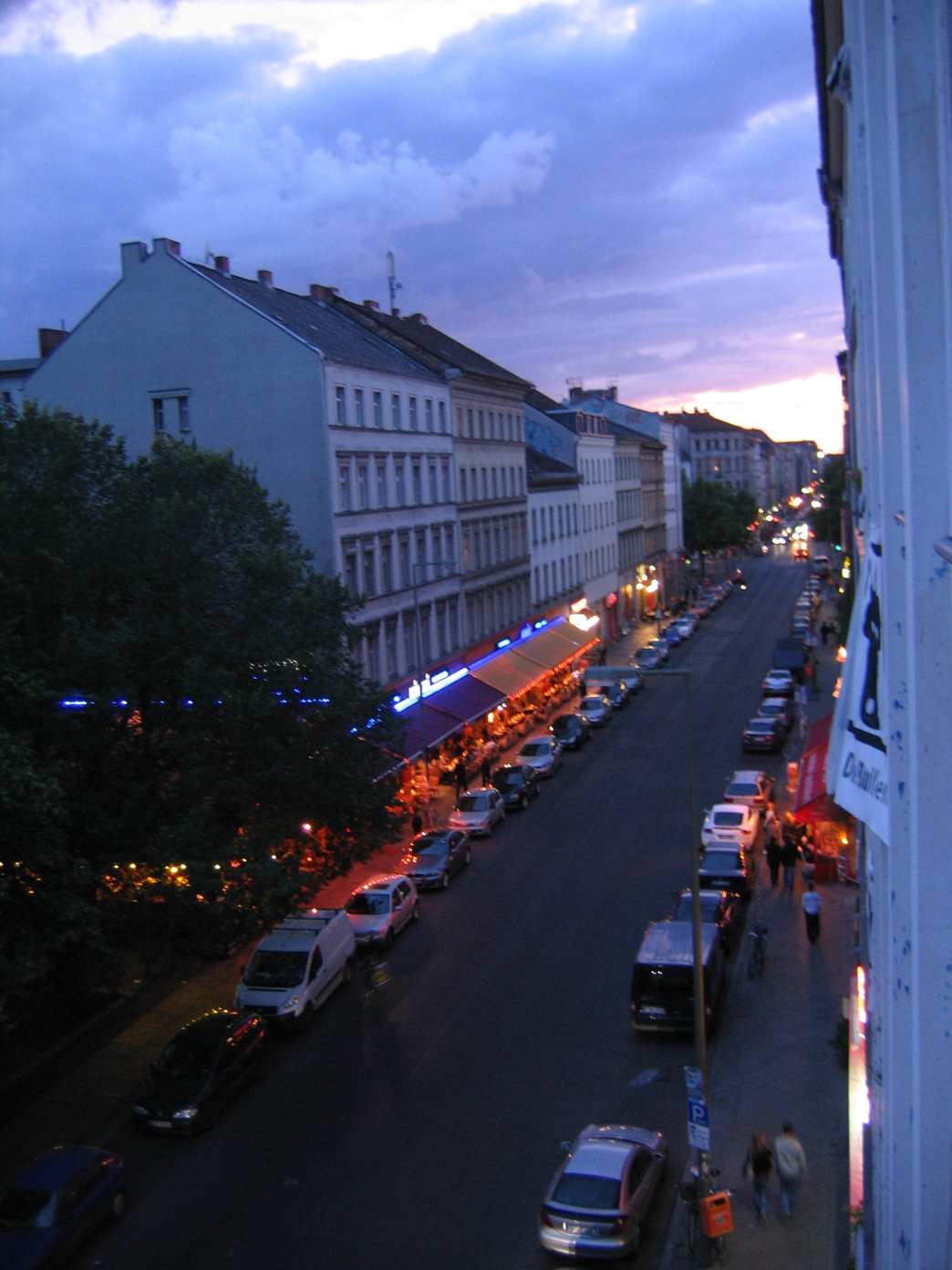
Die sanierte Häuserzeile an der Oranienstraße

Das Haus Oranienstraße 198 stand jahrelang im Fokus der ‚hardliner‘ um Innensenator Heinrich Lummer und sein Bestand ‚hing am seidenen Faden‘, da die Besetzerbelegschaft dort sehr jung, ‚punkig‘ und anfangs auch häufig ‚straffällig‘ war, doch befand sich das Gebäude trotz improvisierter Instandsetzung auch in einem Zustand, den keine andere Gruppe ‚ausgehalten‘ hätte. Erst im Sommer 1983, als der alternative Sanierungsträger Stattbau die Verantwortung übernommen hatte, war das ‚Tauziehen‘ zu Ende. Heute präsentiert sich der Block 104 mit „Kunst am Bau“ (Astronaut), Park und der Restaurant-Zeile in der Oranienstraße sowie dem von einem Privatbesitzer hartnäckig verteidigten Einzelhaus an der Skalitzer Straße als Symbol des erfolgreichen Kampfes gegen den Kahlschlag, der hier gleichsam ‚mittendrin‘ gestoppt war.

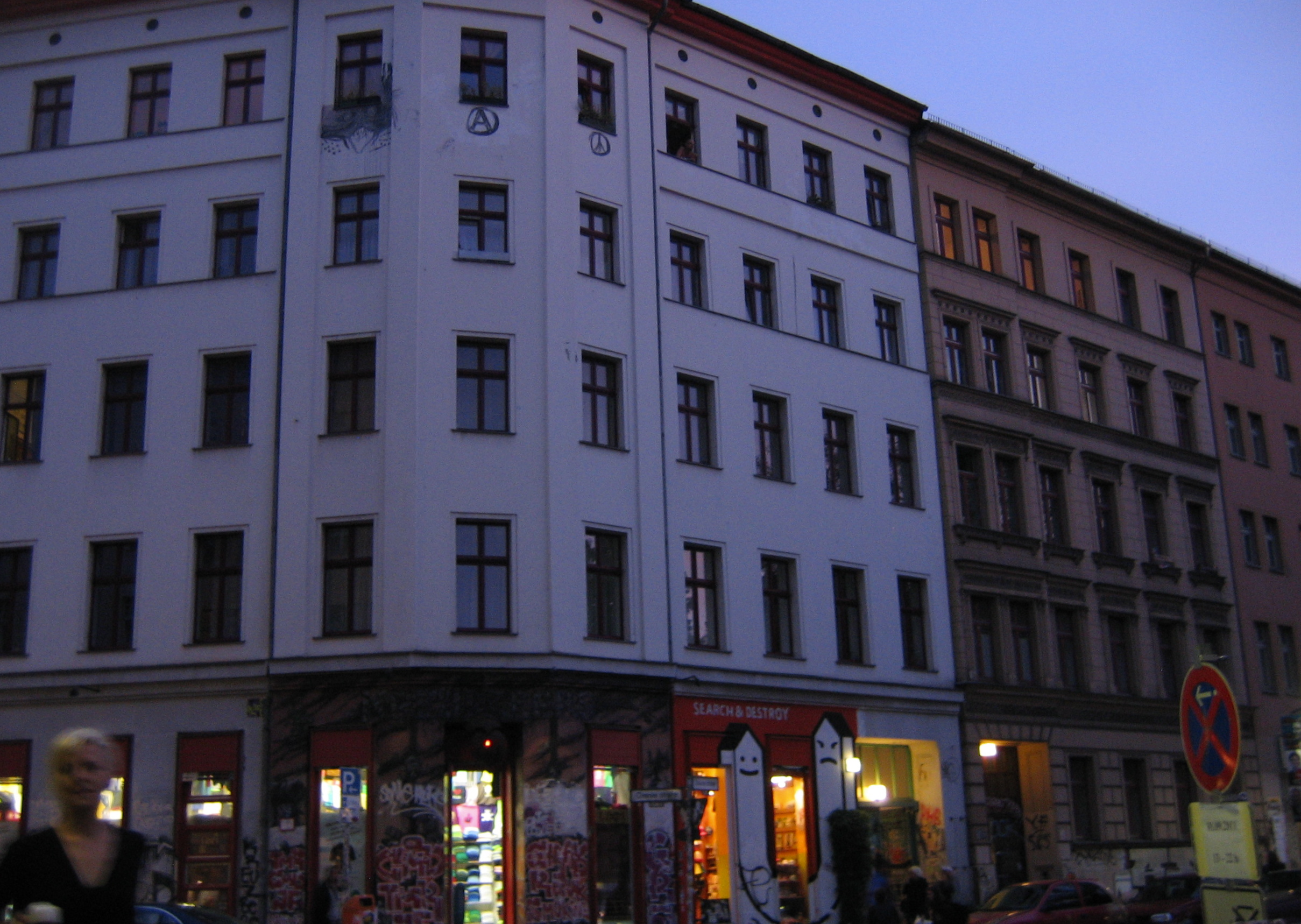
Das sanierte Haus „Oranienstraße 198“ am Heinrichplatz heute

Insgesamt als „gelungen“ gewertet wurde die Gesamtentwicklung jedoch erst, als es Stattbau und seinen Unterstützern gelang, den benachbarten Block 103 mit 12 Häusern und die „berüchtigte O 198“ zu sanieren und damit auch zu legalisieren.
Der Widerstand vor Ort korrespondierte mit einer flexiblen Strategie der IBA auf der Gesetzesebene, der es gelang, auf der abgeräumten Teilfläche noch die ‚Neubauversiegelung‘ zu verhindern.
Siehe: Weitere Entwicklung des Blocks 104
Generell bilanzierte Hardt-Waltherr Hämer das Zusammenspiel aller Protagonisten der Behutsamen Stadterneuerung:
„Die größte Wirkung hatten seinerzeit aber wohl die Instandbesetzer. Ihr Rechtsbruch war für viele Berliner moralisch gerechtfertigt.“
Das bedeutet nichts anderes, als dass der Kampf der Jugendgeneration jener Zeit – auch wenn sie sich oft bei Räumungen und anderen (polizeilichen) Maßnahmen als hilflos empfand und auch hohe persönliche Risiken und Belastungen (Denunziation, Haft, Verletzungen) einging –, der Sache entscheidend zum Erfolg verholfen hatte. Ohne die IBA und Stattbau hätten die Besetzer jedoch „auch nichts erreicht.“ Ein sichtbares Zeichen von Gelingen und Akzeptanz war, dass 60 besetzte Häuser saniert und legalisiert wurden:

## Formulierung der Alternative
Von vornherein war Hämer klar, dass ein Konzept geschaffen werden musste, das inhaltlich und formal in den komplexen Gesetzgebungsprozess eingepasst werden konnte. Faktisch konnte dies ab dem Moment erfolgen, in dem das bestehende programmatische System – das die Flächensanierung regelte –, auf die neue Methodik hin schrittweise ‚umgemodelt‘, d. h., in Einzelbestimmungen abgeändert oder durch neue Bestimmungen ergänzt werden konnte.
Aus Erfahrung wusste Hämer, dass der Ansatz dazu nicht aus ästhetischen oder sozialen Gründen motiviert werden konnte, sondern aus einem ökonomischen Nachweis bestehen musste: Dass die Behutsame Stadterneuerung preiswerter sein musste als Abriss und Neubau mit langfristig gesehen vergleichbarem Ertrag. Entscheidend war in erster Linie, dass Erstellung des Wohnraumes billiger wurde. Dies gelang ihm mit dem Modellprojekt am Klausenerplatz, bei dem er ein Drittel unter der Abriss/Neubau-Kalkulation blieb.
In diesem Zusammenhang war dann auch das 2. Stadterneuerungsprogramm 1974 schon auf die Behutsame Stadterneuerung vorbereitet worden, durch: „Festlegung von Erneuerungsgebieten mit dem Ziel einer verstärkten Altbaumodernisierung. […] Es wurde eine Reihe von Förderungsprogrammen für die Altbaumodernisierung eingeführt. Die Betroffenenbeteiligung wurde formalisiert und die Beratungsgesellschaft für Stadterneuerung und Modernisierung (BSM) als Sanierungsbeauftragte zur Eigentümerberatung in Stadterneuerungsgebieten beauftragt.“
Das stand allerdings vorerst nur auf dem Papier, denn „die Bilanz von 1976 lautete: 18.000 neugebaute Wohnungen standen nur 400 modernisierten Wohnungen gegenüber.“
Erst knapp 10 Jahre später – nach der Hochphase der Besetzungen – war die Umkehrung geschaffen:

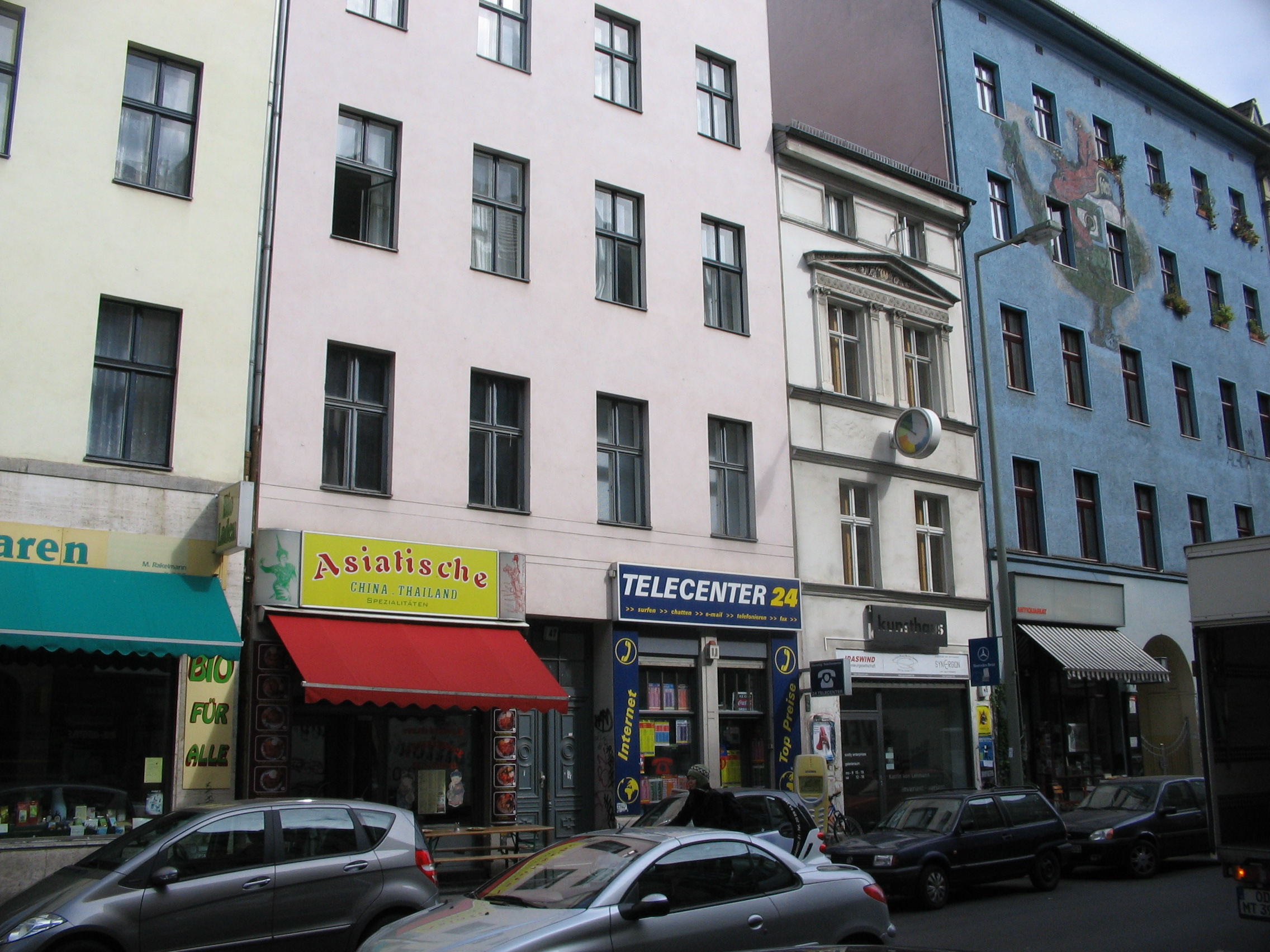
Sanierte Zeile mit ehemaligen Abrisshäusern, Oranienstraße

„Bilanzierend ist zu sagen, dass nach der Zustimmung des Bezirkes [Kreuzberg] und des Bausenators [1983] das 2. Stadterneuerungsprogramm stark modifiziert wurde. Anstatt 1.600 neuer Wohnungen wurden nur ca. 360 gebaut und statt der vorgesehenen 1.500 zu erneuernden Altbauwohnungen wurden über 7.000 Wohnungen saniert.“
Das Programm der Behutsamen Stadterneuerung war auf „12 Grundsätze“ konzentriert, auf denen basierend dann der Gesetzgebungsprozess ‚das System der Flächensanierung ersetzend‘ vorgenommen werden konnte:
Ab Ende der 1970er-Jahre formuliert, „gelang es im Frühjahr 1982 […] für die Zwölf Grundsätze die politische Zustimmung des Bezirks Kreuzberg zu erlangen. Im März 1983 nahm das Abgeordnetenhaus schließlich diese Grundsätze als Leitlinie zustimmend zur Kenntnis.“ Sie wurden damit förmlich bestätigt und wurden von Kreuzberg auf die übrigen Erneuerungsgebiete West-Berlins übertragen. Danach waren sie auch programmatischer Bestandteil der Internationalen Bauausstellung 1984/87 in Berlin-Kreuzberg.

### 12 Grundsätze der Stadterneuerung
1. Die Erneuerung muß mit den jetzigen Bewohnern und Gewerbetreibenden geplant und – substanzerhaltend – realisiert werden.
2. Planer sollen mit Bewohnern und Gewerbetreibenden in den Zielen der Erneuerungsmaßnahmen übereinstimmen, technische und soziale Planungen Hand in Hand gehen.
3. Die Eigenart Kreuzbergs soll erhalten, Vertrauen und Zuversicht in den gefährdeten Stadtteilen müssen wieder geweckt werden. Substanzbedrohende Schäden an Häusern sind sofort zu beseitigen.
4. Behutsame Änderung von Grundrissen soll auch neue Wohnformen möglich machen.
5. Die Erneuerung von Wohnungen und Häusern soll stufenweise geschehen und allmählich ergänzt werden.
6. Die bauliche Situation soll durch wenige Abrisse, Begrünung im Blockinneren, Gestaltung von Fassaden verbessert werden.
7. Öffentliche Einrichtungen sowie Straßen, Plätze und Grünbereiche müssen bedarfsgerecht erneuert und ergänzt werden.
8. Beteiligungsrechte und materielle Rechte der Betroffenen bei der Sozialplanung müssen geregelt werden.
9. Entscheidungen für die Stadterneuerung müssen offen gefunden und möglichst am Ort diskutiert werden. Die Betroffenenvertretung ist zu stärken.
10. Stadterneuerung, die Vertrauen erzeugt, braucht feste Finanzzusagen. Das Geld muß schnell und auf den Fall bezogen ausgegeben werden können.
11. Es sind neue Formen der Trägerschaft zu entwickeln. Treuhänderische Sanierungsträgeraufgaben (Dienstleistungen) und Baumaßnahmen sollen getrennt werden.
12. Die Stadterneuerung nach diesem Konzept muß über die Zeit der IBA hinaus gesichert sein.

Ein Teil der Leitsätze sind noch in den aktuellen Zusammenhang eingebunden („feste Finanzzusagen“, „über die IBA hinaus gültig“), doch waren sie ab 1983 in ihrer prinzipiellen Anwendung gesichert.
Als 12 Leitsätze der Stadterneuerung in Berlin fanden sie ab 1993 in abgewandelter Form auch auf den späteren Stadterneuerungsprozess in Ost-Berlin Anwendung.

### Beteiligung der Betroffenen
„Einen äußerst wichtigen Bewusstseinswandel sowie eine Veränderung und Neuentwicklung von Richtlinien und Vorgehensweise schuf die IBA auch im Bereich der Betroffenenbeteiligung. Es gehörte zu den wichtigsten Forderungen der behutsamen Stadterneuerung, mit den Bewohnern zu planen und sich an den Bedürfnissen der Bewohner zu orientieren. Zumindest in den Demonstrationsgebieten der IBA-Alt konnte diese Forderung auch umgesetzt werden, was vorrangig an der hohen öffentlichen Bezuschussung der Altbaumodernisierung lag. In so genannten ‚Stadtteilkommissionen‘ wurden in den Demonstrationsgebieten der IBA-Alt Entscheidungen zu Baugenehmigungen, Förderungszusagen und öffentlichen Vorhaben diskutiert. Im Zuge der IBA konnte durchgesetzt werden, dass eine einvernehmliche Einigung von Mietern und Eigentümern über den Umfang und die Art der Modernisierung zu den Voraussetzungen für eine öffentliche Förderung gehört. Zudem wurde mit den unabhängigen Mieterberatungsgesellschaften ein Netzwerk gebildet, das die Mieter kompetent beriet und zu transparenten Einigungsverfahren beitrug.“

## Fazit West-Berlin 1990

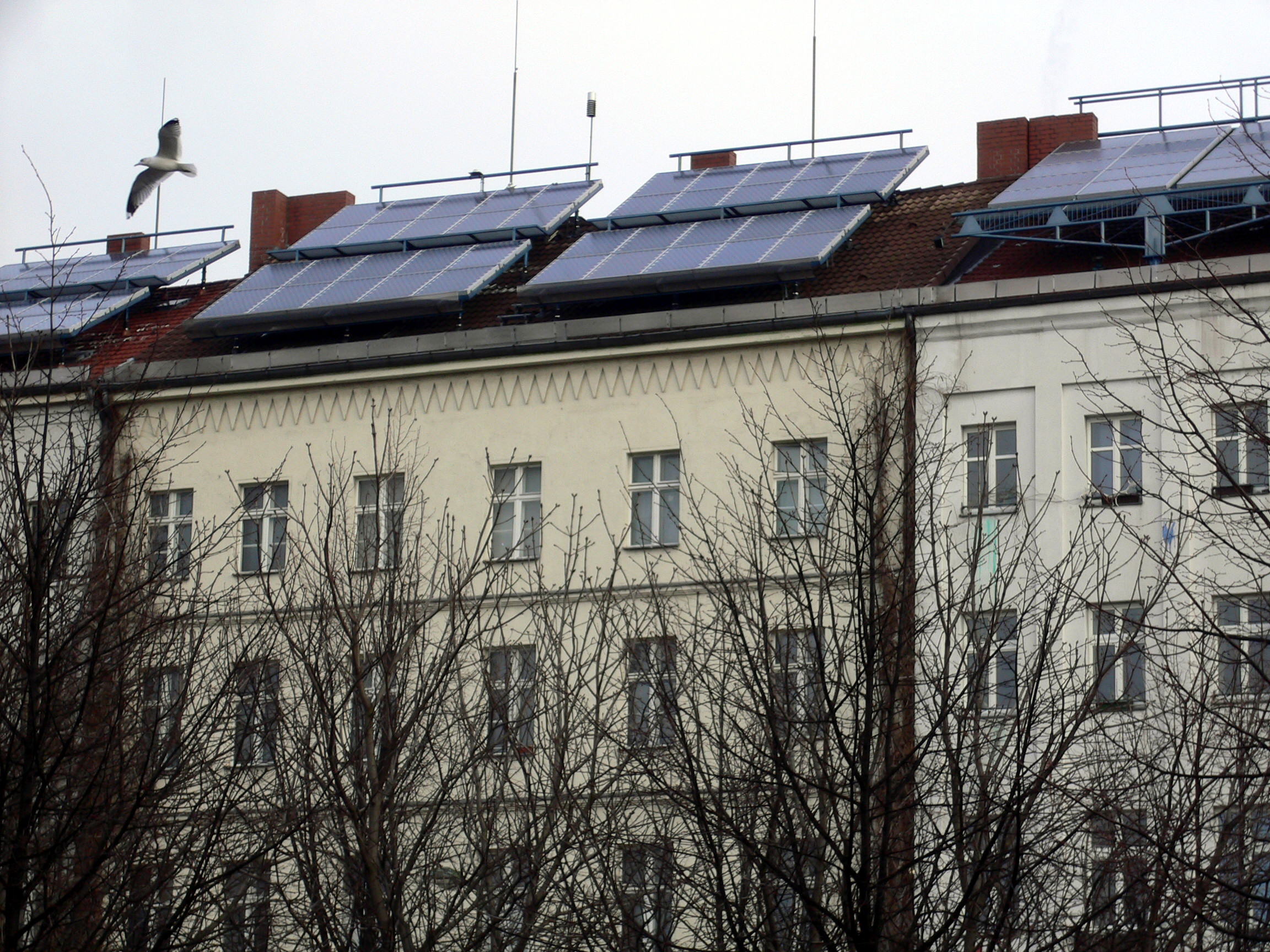
Sanierte Häuser, Oranienstraße 3–5, 2005, mit Photovoltaikanlage

In den sieben Jahren von 1983 bis 1990 wurden nach der Verhandlungslösung um die Hausbesetzungen vom alternativen Sanierungsträger Stattbau nicht nur die 13 Häuser in Kreuzberg musterhaft saniert, sondern auch Bewohner-Beteiligungsmodelle in der Praxis erprobt und genossenschaftliche Eigentumsformen entwickelt. Dazu kam eine sachgerechte Qualifizierung in Planung, Kalkulation und Umsetzung – neue ‚Berufsbilder‘ – sowie energetische und ökologische Innovationen in den Versorgungssystemen.
Diese noch von zähen und wechselvollen Szenarien durchsetzten Leistungen rechtfertigten nicht nur den Legalisierungsprozess, sie brachten auch Erfahrungen, mit denen der Wiedervereinigung, die völlig neue Erfordernisse an alle Seiten stellte, begegnet werden konnte. In der Übertragung der Behutsamen Stadterneuerung auf die Ostberliner Altbaubereiche realisierte sich die endgültige Durchsetzung der auch im Umgang mit der Bevölkerung im Osten nicht mehr anders vorstellbaren Arbeitsweise.

### Behutsame Kostenrechnung
Neben diesen offensichtlichen, auch amtlich festgeschriebenen Erfolgen, versuchte Hardt-Waltherr Hämer auch, „den Unkenrufen zum Trotz“ nachzuweisen, dass die Betroffenenbeteiligung weder Verzögerung, noch Verteuerung bringe: Vorher waren „von der Entscheidung über Entmietung, durchgreifende Erneuerung oder Abriß und Neubau bis zum Wiedereinzug der Bewohner etwa sieben Jahre nötig. [Heute, 1990] braucht die Erneuerung zwar immer noch zu lange, etwa zwei Jahre […]“. Und: „Das Abstimmungsverfahren hat […] geholfen, daß der Förderungsaufwand je Wohnung im IBA-Gebiet durchschnittlich um 60 % niedriger ist, als es nach dem ursprünglichen Programm des Abgeordnetenhauses von 1979 hätte sein müssen.“
Zudem seien durch den modifizierten IBA-Auftrag mit 4260 Wohnungen mehr als ursprünglich vorgesehen erneuert worden.
Die durchschnittlichen Gesamtbaukosten (Wohnung mit 80 m²) beliefen sich nach Hämer 1989:
- Neubau 4780,– DM/m²
- Erneuerung 2070,– DM/m²

Modernisierungskosten (nach § 17. II WohnBauG) lagen zuvor um 130 % höher als vergleichbare Neubaukosten; die behutsame Stadterneuerung „führte tatsächlich zu einer drastischen Reduzierung der Baukosten und in Verbindung damit zu bezahlbaren Mieten nach der Erneuerung.“
Schon vor dem Abschluss der IBA 1987 hatte Hämer 1986 mit seiner „IBA-Mannschaft“ die Firma S.T.E.R.N. gegründet und führte dadurch die ‚senatsgebundene‘ Organisation in ein Privatunternehmen über. Damit standen zwei ähnlich motivierte Sanierungsträger (der andere war Stattbau) für aktuelle und kommende Aufgaben zur Verfügung. Sie waren insofern konkurrenzlos, weil sie sich der Behutsamen Stadterneuerung verpflichtet sahen und im Umgang mit Stadtteil-Bewohnern Erfahrung hatten.

## Mauerfall und Wiedervereinigung
„Die Dramatik der Ereignisse und die gesellschaftlichen Umwälzungen in der DDR seit dem Herbst 1989 hatten zunächst eindeutig politischen und emotionalen Charakter. Die ökonomischen Konsequenzen des Veränderungsprozesses blieben angesichts der politischen Dimensionen zu Anfang nahezu unbeachtet. Das änderte sich schnell, als Schritt für Schritt das wirtschaftliche Desaster der DDR deutlich wurde. Die erschreckende Bilanz beschränkte sich nicht nur auf den Produktionssektor, sondern gleichermaßen auf die gesamte Wohnungswirtschaft. Insbesondere die Situation der innerstädtischen Altbauquartiere in Ost-Berlin war alarmierend:“:

„Hoher Leerstand, in Ost-Berlin ca. 25.000 Wohnungen, allein im Bezirk Prenzlauer Berg ca. 8.000, d.h. fast doppelt soviel wie in West-Berlin insgesamt zu Beginn der achtziger Jahre, als die Hausbesetzungen und die Auseinandersetzungen über die Wohnungspolitik ihren Höhepunkt erreichten; jahrzehntelang unterlassene Instandhaltung und fortgeschrittener Verfall eines großen Teils der Altbausubstanz, Mangel an dringend benötigten Baumaterialien; keine kostendeckende Bewirtschaftung der Häuser aus den laufenden Mieteinnahmen; Stadterneuerung ohne Bürgerbeteiligung, Abriß historisch wertvoller Gebäude, »Diktat des Plans« ohne Rücksicht auf soziale Strukturen und individuelle Bedürfnisse.“

Siehe:  Arbeitsprozess Wiedervereinigung

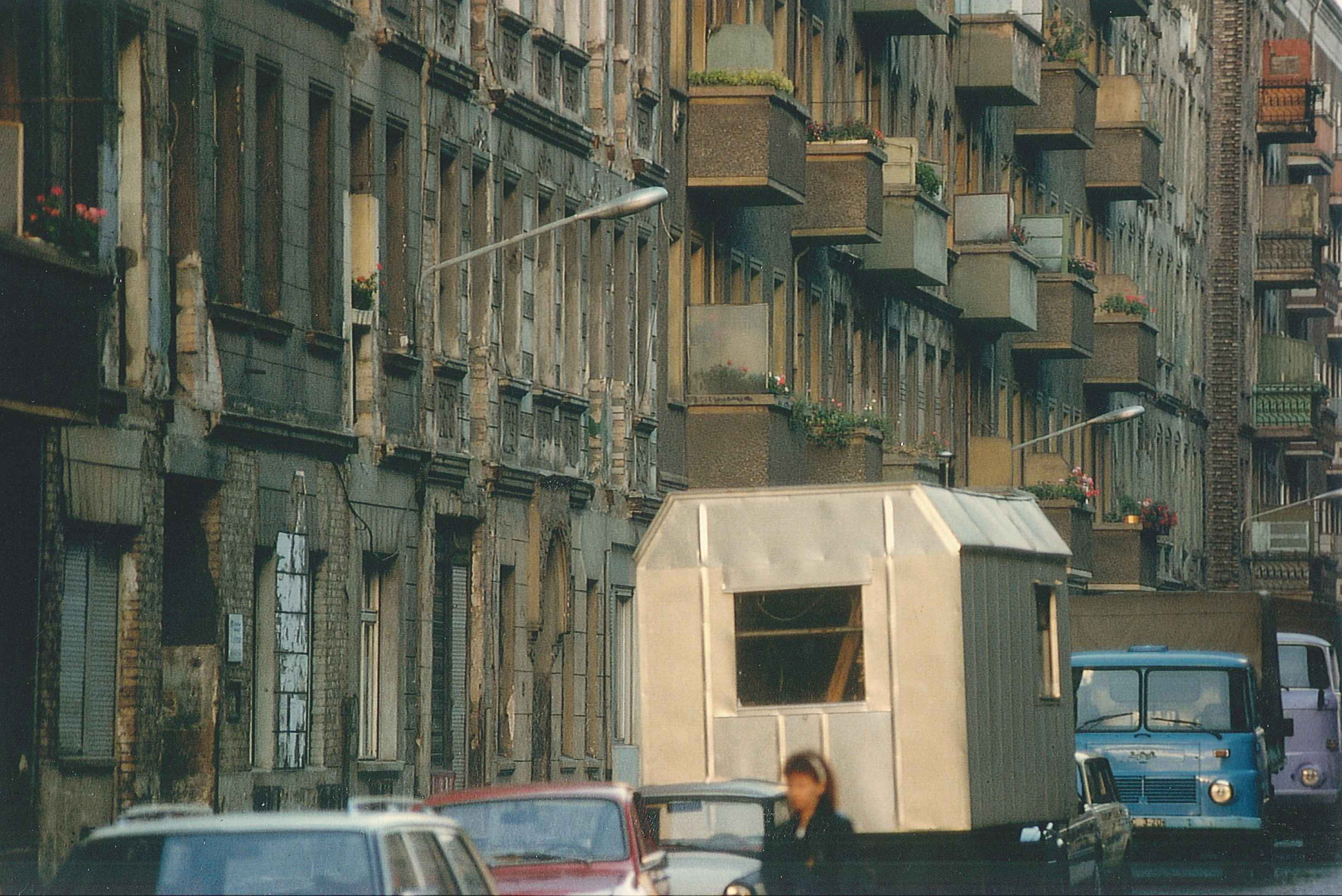
Samariterviertel, Schreinerstraße 1991

## Arbeitsfeld Ost-Berlin
Nach der freien Zugänglichkeit der Ostberliner Stadtgebiete im Winter 1989/1990 war der unmittelbare Handlungsbedarf unverkennbar.
„Am 6. Februar 1990 beschloß der Senat die »außerplanmäßige Mittelbereitstellung zur Förderung dringender Stadterneuerungsmaßnahmen im Großraum Berlin« in Höhe von 25 Millionen DM für in den Jahren 1990 und 1991 zu realisierende Maßnahmen. Die Mittel sollen insbesondere dort eingesetzt werden, wo der Erneuerungsbedarf am größten ist, in den Bezirken Mitte und Prenzlauer Berg.“
Im Juni 1990 wurde die Liste der zur Förderung vorgesehenen Projekte einvernehmlich verabschiedet. Es handelte sich um 11 Projektkategorien mit insgesamt 49 Vorhaben.
Die finanzielle Abwicklung und Kontrolle der Baumaßnahmen der Projekte übernahmen die treuhänderisch für das Land Berlin von der Senatsverwaltung für Bau- und Wohnungswesen beauftragten Gesellschaften DeGeWo, BSM, L.I.S.T., S.T.E.R.N., SPI, STATTBAU und die ARGE MITTELSTRASSE.
„Die Prinzipien der IBA wurden nach der Wende mit starker Kontinuität hinsichtlich der städtebaulichen Leitideen sowie der Akteure und Planungsabläufe auf den Osten Berlins ausgedehnt. Mit dem in Kreuzberg erworbenen Handwerkszeug der behutsamen Stadterneuerung wurden die Altbauquartiere in Mitte, Prenzlauer Berg, Friedrichshain erneuert, die Leitlinien der kritischen Rekonstruktion der Stadt boten das Grundgerüst für den Umbau des Berliner Zentrums. Auch die personellen Netzwerke konnten nach der Wende sehr schnell wieder aktiviert werden. Viele Akteure der IBA hatten nach dem Ende der Bauausstellung eigene Planungs- und Architekturbüros gegründet, die im Auftrag der zuständigen Senatsverwaltungen und vor allem mit dem ab 1991 amtierenden Senatsbaudirektor Hans Stimmann Konzepte für die strategisch wichtigen Räume der historischen Stadtmitte vorlegten – als Alternative zu den Entwürfen der Investoren.“
Doch aufgrund der nun nach westlichen Standards in Ost-Berlin erforderlichen Sanierung war klar, dass der Erneuerungsprozess nicht allein von staatlicher Seite geleistet werden konnte. Die in den 80er Jahren im Westteil der Stadt vergleichsweise ‚kleinteilig‘ durchgesetzte Behutsame Stadterneuerung schien in einer Übertragung auf die riesigen Ostberliner Areale undurchführbar.

### Diskussion um ein neues Sanierungskonzept
Abgesehen von der „Hauptstadtplanung“ galt nun die „Behutsame Stadterneuerung“ auch für die Ostberliner Altbaugebiete: das 25-Millionen-Programm war ein Signal für die Entschlossenheit des West-Berliner Senats, die konzeptionelle Ebene beizubehalten. Allmählich wurde jedoch deutlich, dass das Problem dabei auf einer anderen Ebene lag: Der Sanierungsbedarf war so umfassend, dass es absehbar war, dass die verfügbaren Finanzmittel der Stadt Berlin allein (und auch mit einem Anteil des Bundes) bei weitem nicht mehr ausreichen würden, die Stadterneuerung im herkömmlichen, in Kreuzberg differenziert entwickelten „behutsamen“ Sinne zu bewältigen.
Die Reaktion darauf war eine Diskussion, die sich darauf zu verständigen suchte, soziale Prinzipien – im Kern: auch für ärmere Bevölkerungsteile tragbare Mieten – zu erhalten und diese Errungenschaft der 1980er Jahre im Rahmen der notwendig gewordenen Übertragung der Finanzierung des Wohnbaus an private Investoren zu sichern.
Von Seite der Stadt wurde diese Debatte durch einen „Entwurf über die zukünftige Gestaltung der Stadterneuerung“ Anfang 1992 unter dem Titel „10 Leitlinien für die zukünftige Förderung der Stadterneuerung“ eröffnet:
„Der Entwurf [so der Autor und Kritiker Andrej Holm] folgte einer Logik, wie sie für Privatisierungen bisher öffentlicher Aufgaben typisch ist: Die Stadt Berlin hat weniger Geld, die Aufgabe der Stadterneuerung muss verstärkt von Privaten getragen werden, und bei den sozialen Ansprüchen müssen Abstriche erfolgen. Damit verabschiedete sich die Senatsverwaltung vom bisherigen Anspruch der Stadterneuerung Westberlins nach einer allumfassenden staatlichen Verantwortung für Erneuerungsprozesse.“
Die Reduktion der Fördermittel ab 1990 war keine politische Entscheidung – etwa eine Neuverteilung –, gegen die hätte gekämpft werden können – unterstrichen wurde sie dann durch den offiziellen Haushaltsnotstand 2002, der noch zu einer weiteren Reduktion der staatlichen Kernaufgaben zwang.
Weiter – so Holm – „kam die Senatsverwaltung diesem Wunsch nach freundlicher Etikettierung nach. Sie orientierte sich zwar sprachlich an den Grundsätzen der Behutsamen Stadterneuerung, formulierte jedoch eine neue Sanierungspolitik, die sich an den veränderten Ausgangsbedingungen in Ostberlin orientierte. [...] In den ‚12 Leitsätzen zur Stadterneuerung in Berlin‘ vom 31. August 1993 wurde eine neue Sanierungsstrategie konkretisiert und ausformuliert.“
Übrig blieb nur, aufgrund der Dominanz der Haushaltslage die Instrumente im Sanierungsprozess so zu gestalten, dass der größtmögliche Einfluss auf den Erhalt sozialer Zielsetzung gewährleistet blieb.

### Neue Strategie der Stadterneuerer
Die Finanzlage Westberlins stand bereits unter Druck und die Übernahme der Stadtentwicklung durch private Kapitalgeber, die in den ‚Hauptstadtbereichen‘ – wie am Potsdamer Platz – bereits selbstverständlich war, schien auch in den Gründerzeitvierteln unvermeidbar. Die Konsequenz musste ein Rückzug des Staates aus dem Wohnungsbau sein, um wenigstens die traditionelle Verantwortung für Infrastruktur und soziale Einrichtungen zu bewältigen. Doch galt die Behutsame Stadterneuerung als wertvolle gesellschaftliche Errungenschaft und auch die Hoffnungen und Erwartungen der Ostberliner in den verfallenen, rückständigen Vierteln richteten sich auf eine Demokratisierung, auf Mitwirkung und vor allem auf den Verbleib in ihrem Quartier nach einem Erneuerungsprozess.
Da die direkte, nach den 1980ern auf die Interessen der Mieter ausgerichtete Förderungspolitik – die staatliche Finanzierung von Wohnungsinstandsetzung und Modernisierung – aufgrund der Haushaltslage nun ausgeschlossen war, musste seitens der Behörden eine Methode entwickelt werden, mit der es gelingen konnte, denn entscheidenden Einfluss auch ohne ein Diktat des Geldes zu wahren. Die Lösung war, gegen die privaten Kapitalinteressen im Verbund mit ebenfalls privaten, mit dem Sozialgedanken verbundenen Organisationen, ein Gegengewicht zu bilden.
Diese privaten Firmen fanden sich mit den alternativen, mittlerweile erfahrenen Sanierungsträgern.
Der Staat (Senat) behielt sich alle grundlegenden, ‚übergreifenden‘ Maßnahmen vor – die von ihm abhängigen Bezirke regelten die konkreten Ansprüche und Pläne der Investoren und Eigentümer über ein differenziertes Prinzip von Genehmigungen; die Sanierungsträger planten, koordinierten und beauftragten die (Bau-)Maßnahmen und traten damit als die eigentlichen ‚Macher‘ auf, sie steuerten die Bürgerbeteiligung und dienten in allen Konfliktlagen als ‚Prellböcke‘: Entscheidungen, die nicht in ihrer Kompetenz lagen, konnten (und mussten) sie auf die ‚letzte Instanz‘, die Senatsverwaltung lenken. Das war das vielfach ‚offene Geheimnis‘ des Mechanismus und die Grundlage der Verhandlungsorientierung des Gesamtsystems.

### Zweiter Umbruch der Stadtentwicklung
War der Umbruch Anfang der 80er Jahre von aktiven Teilen der Bevölkerung, von Institutionen der Zivilgesellschaft und der IBA bewirkt worden, so wurde er nun von den ‚leeren Kassen‘ diktiert. Durch den überraschenden Mauerfall 1989 und die Auflösung der DDR mit in der Folge erodierenden Institutionen bis auf Bezirksebene, flossen Verantwortlichkeiten in bis dato ungeahntem Ausmaß Westberliner Institutionen zu. Das galt auch für den Städtebau, und hier besonders für Berlin, denn sie war die einzige Stadt im zusammenwachsenden Deutschland, die zweigeteilt war und in der Ost und West unmittelbar und nun friedlich aufeinander trafen. Besonderheit war, dass in der (Altstadt-)Erneuerung das soziale Denken das Geschäftsprinzip überlagerte.

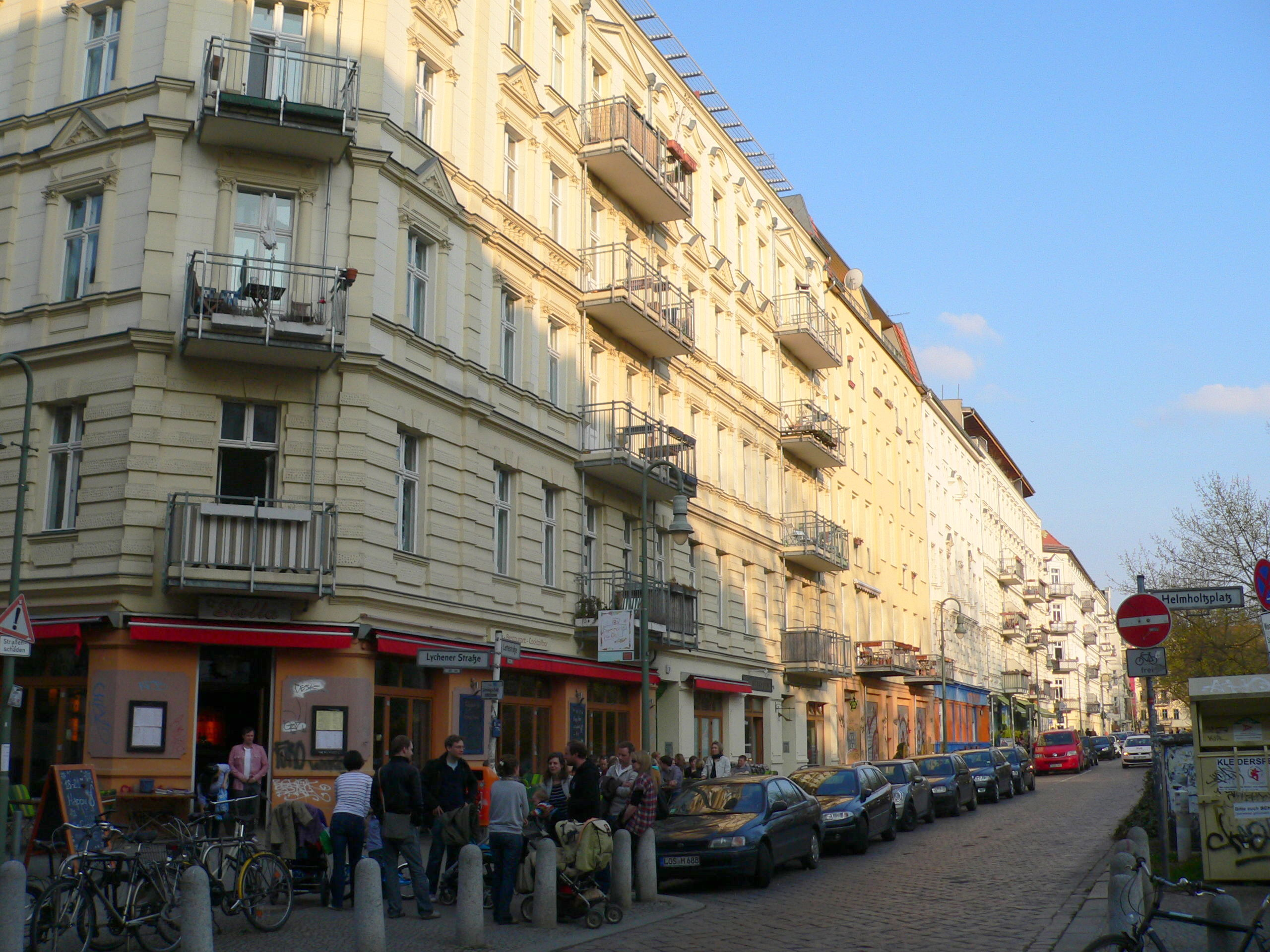
Nach der Sanierung am Helmholtzplatz

„Zwischen 1993 und 1995 wurden in Prenzlauer Berg die fünf Sanierungsgebiete Helmholtzplatz, Kollwitzplatz, Teutoburger Platz, Winsstraße und Bötzowstraße festgelegt; S.T.E.R.N. wurde vom Land Berlin als Sanierungsbeauftragter eingesetzt und entwickelte Konzepte nach dem Leitbild der behutsamen Stadterneuerung für ein Gebiet mit einer Fläche von 344 Hektar mit etwa 80.000 Einwohnern in 47.000 Wohnungen.“
„Die behutsame Stadterneuerung kam jedoch nicht nur in den östlichen Altbauquartieren Berlins zur Anwendung, sondern wurde im Rahmen des Stadtumbaus auch exportiert – nach Potsdam, in die neuen Bundesländer, aber selbst in die alte Bundesrepublik. Auch das Arbeitsfeld wurde erweitert: Gegenstand waren nicht mehr nur die Mietskasernenviertel, sondern auch Siedlungen unterschiedlicher Zeiten, selbst Großsiedlungen in Plattenbauweise am Stadtrand, in Marzahn, Hellersdorf und Hohenschönhausen. Hier wurden die Wohnungen modernisiert, fehlende Infrastruktur ergänzt, Grünflächen und öffentliche Räume aufgewertet.“

## Weitere Entwicklung
Das Prinzip der „Behutsamkeit“ in der Stadterneuerung entstand in Opposition zu einer an Gewinnmaximierung orientierten Methode, die mit Blick auf kurzfristiger Kostenvermeidung beim „Neubaugeschäft“ im undifferenzierten Abriss von Altstadtvierteln (deren Versorgungssysteme nutzbar blieben) ihren Vorteil sah. Dies ließ sich in Deutschland im Anklang an autoritäre Führungsmethoden noch bis in die 1970er Jahre durchsetzen (in der DDR noch bis Ende der 80er) – „Betroffene“ waren allenfalls Eigentümer –, doch wurde der Widerstand dagegen in allen gesellschaftlichen Ebenen immer massiver. „Behutsamkeit“ als differenzierter Einbezug vielfältiger Interessen in Planung und Durchführung erscheint heute als Voraussetzung.

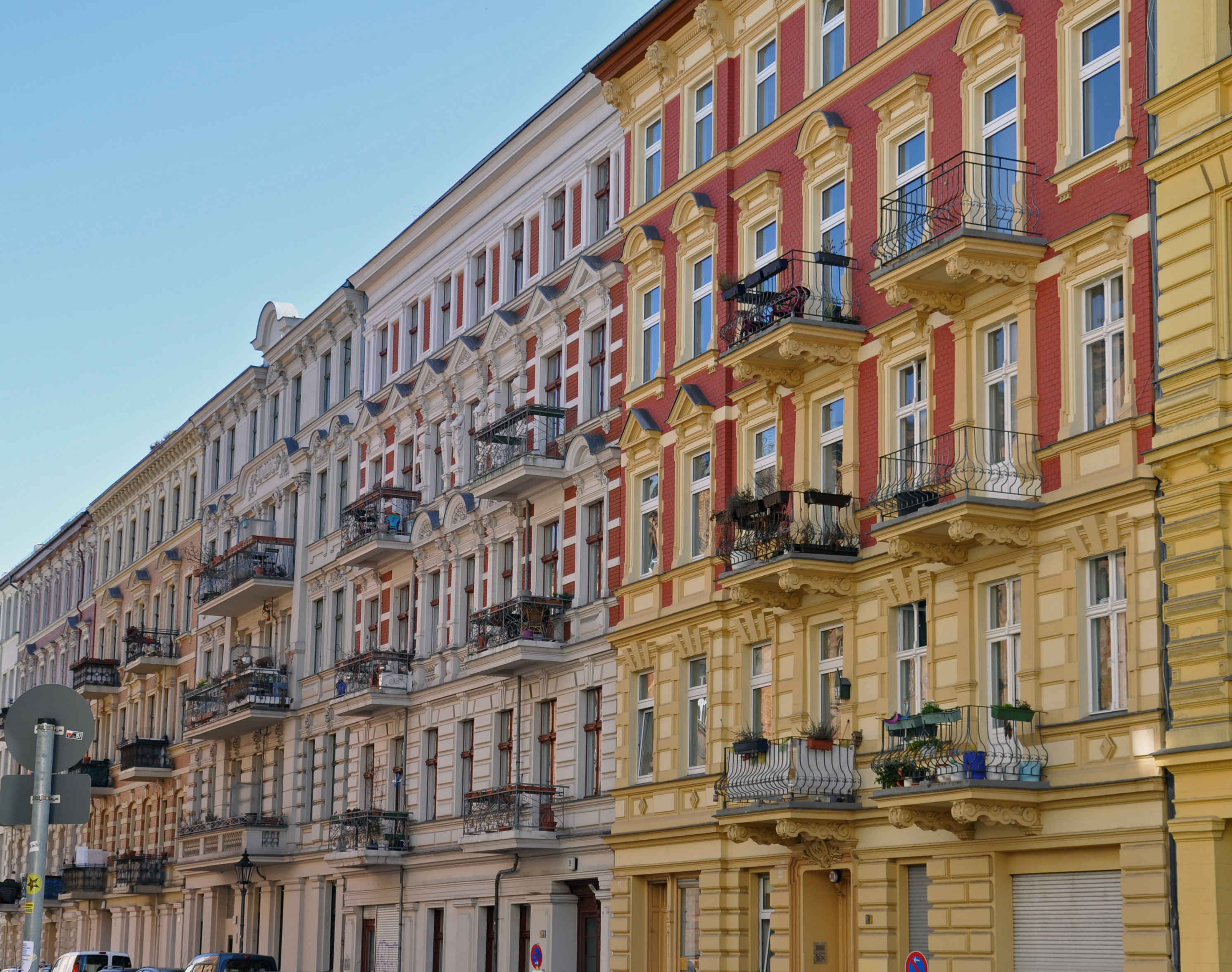
Idealtypische behutsame Altbausanierung (Kreuzberg 61, Arndtstraße)

„Behutsamkeit“ als Kennzeichnung ist somit im 21. Jahrhundert kein Methodenbegriff mehr, er hat sich zunehmend als allgemeines Handlungskriterium der gesellschaftlichen Mehrheit ‚eingebürgert‘. Die Durchsetzungsgeschichte in der Stadterneuerung – die auch von gewaltsamem Vorgehen (von Hausbesetzern) begleitet war –, zeigt sich in ihrer Vielschichtigkeit als gelungen. Dies zeigt zum einen die Attraktivität, die mit Altstadtvierteln weltweit verbunden ist, zum anderen auch die internationale Anerkennung, die das Konzept seit den 1990er Jahren fand.
„Das Land Berlin wurde 1994 für die außergewöhnlichen Leistungen im Rahmen der Behutsamen Stadterneuerung in Kreuzberg mit dem European Urban and Regional Award ausgezeichnet.“
Zur Fortsetzung der Geschichte der Stadterneuerung in Berlin seit Mitte der 1990er Jahre siehe: Gesamtberliner Stadterneuerungsprogramme